# Quedius levicollis
Quedius levicollis är en skalbaggsart som först beskrevs av Gaspard Auguste Brullé 1832.  Quedius levicollis ingår i släktet Quedius, och familjen kortvingar. Arten är reproducerande i Sverige.